# Roda (Rosenthal)
Roda ist ein Stadtteil von Rosenthal im Landkreis Waldeck-Frankenberg in Hessen, Deutschland.

## Lage
Roda liegt im Burgwald. Durch den Ort verläuft die Landesstraße 3087. 

## Geschichte
Erstmals erwähnt wurde der Ort im Jahre 1343. Er entstand aus zwei Dörfern, nämlich Wetstaphen und Rodahe. Der frühere Ortsname Rodaha heißt „Rotes Wasser“.
Am 1. April 1972 wurde die bis dahin selbständige Gemeinde aufgrund der Hessischen Gebietsreform in die Stadt Rosenthal eingegliedert.

## Sehenswürdigkeiten
- Fachwerkhäuser
- Kräutergarten neben der Kirche

## Sonstiges
Neben einem Dorfgemeinschaftshaus gibt es auch einen Kinderspielplatz und einen Bolzplatz.

## Quelle
Festschrift 650 Jahre Roda im Burgwald von Edith Boucsein und Hans Kurzweil